# 氟硼酸
氟硼酸，是一種無色透明的強酸，化學式为{\displaystyle {\ce {HBF4}}}，是氟硼酸鹽的共轭酸。氟硼酸在濃性溶液中呈穩定狀態，在加熱到130℃時開始分解。它能和水或有机溶劑如乙醚相混溶。在水溶液中則會緩慢水解生成羥基氟硼酸({\displaystyle {\ce {HBF3OH}}})，具有強腐蝕性，和鹼金屬有危險反應。氟硼酸在常溫下不腐蚀玻璃，能同金屬、金屬氟化物、氧化物、氫氧化物或碳酸鹽反應生成氟硼酸鹽。氟硼酸的酸性与硝酸相当，其根离子為一种非氧化性的非配位阴离子。

## 製備
純氟硼酸未曾成功制备，但把硼酸晶体和60%的氢氟酸水溶液混合入蜡封的烧瓶中，在冰水中反应，可制得氟硼酸的水溶液，期间需保证混合液温度低于20−25℃。
{\displaystyle {\ce {{B(OH)3}+4HF->{H3O^{+}}+{BF4^{-}}+2H2O}}}

## 用途
氟硼酸用途甚廣：

### 工業
- 制備各種氟硼酸鹽的原料
- 電解精純的鋁
- 增強電鍍槽的電鍍能力
- 金屬清潔劑的穩定
- 從金屬基體上除去焊藥及電鍍零件
- 清潔金屬表面氧化物、硅酸鹽膜
- 異丁烷和丁烷進行烷基化反應的催化劑
- 除去不鏽鋼表面含氧雜質烷基化和聚合的催化劑
- 電鍍液主要組成物

## 安全性
氟硼酸屬二級無機酸性腐蝕物品，可以用聚乙烯塑料桶包裝。溶液都对人类组织有腐蚀性，并有损害呼吸器官、眼睛、皮肤和肠道的可能。使用氟硼酸時，應配合个人防护装备，比如橡胶手套或聚氯乙烯手套，护目镜，耐化学品的衣物和鞋子等，以降低直接接觸所带来的危险。不慎接觸人體要用大量水沖洗。